# Niania w wielkim mieście
Niania w wielkim mieście – polski serial obyczajowy w reżyserii Michała Kwiecińskiego, Anny Jadowskiej, Łukasza Wiśniewskiego i Łukasza Ostalskiego, emitowany od 7 marca do 23 maja 2017 w telewizji Polsat.

## Opis fabuły
Serial opisuje perypetie Danuty Mazurek zwanej Daną (Magdalena Lamparska), która pochodzi z prowincjonalnej Nowej Słupi, miasteczka w Górach Świętokrzyskich. Kobieta niedawno skończyła studia i bardzo chciałaby pracować jako psychoterapeutka w Warszawie. Jej próby znalezienia wymarzonej posady spełzają jednak na niczym, musi więc poszukać innego źródła utrzymania. Kiedy szczęście się do niej uśmiecha – zostaje zatrudniona w ekskluzywnej agencji niań o nazwie "Nianie na zawołanie". Wbrew swoim początkowym obawom przekonuje się, że ma wyjątkowy talent pedagogiczny. Jako opiekunka może wykorzystać swoją wiedzę psychologiczną, ale praca z dziećmi wymaga od niej także mnóstwa innych umiejętności. Pewnego wieczoru dziewczyna wybiera się na koncert, poznaje psychologa dziecięcego oraz przystojnego mężczyznę Jacka Zarembę (Przemysław Sadowski) i spędza z nim noc. Wkrótce okazuje się, że mężczyzna jest od lat związany z Moniką Rychter (Kamilla Baar-Kochańska), szefową Dany.

## Obsada
| Aktor                  | Rola                            |
| ---------------------- | ------------------------------- |
| Magdalena Lamparska    | Danuta "Dana" Mazurek           |
| Przemysław Sadowski    | Jacek Zaremba                   |
| Kamilla Baar-Kochańska | Monika Rychter                  |
| Stefan Pawłowski       | Kuba                            |
| Mateusz Rzeźniczak     | Mariusz Banasik                 |
| Dorota Chotecka        | Katarzyna Mazurek, matka Dany   |
| Aleksandra Grzelak     | Ewa Bonarska, przyjaciółka Dany |
| Dagmara Bąk            | Lilka                           |
| Katarzyna Cynke        | Celina                          |
| Marta Chyczewska       | Anka                            |
| Anna Dereszowska       | Joanna Popławska                |
| Igor Borecki           | Iwo Popławski                   |
| Daria Widawska         | Alicja Wolny                    |
| Dawid Zawadzki         | Marek                           |

## Spis serii
| Seria | Sezon       | Odcinki   | Premiera serii | Finał serii  | Pora emisji  | Średnia oglądalność |
| ----- | ----------- | --------- | -------------- | ------------ | ------------ | ------------------- |
| 1.    | wiosna 2017 | 1–12 (12) | 7 marca 2017   | 23 maja 2017 | wtorek 21.30 | 1 118 433           |